# Championnat de France Pro A de tennis de table
Le Championnat de France Pro A de tennis de table, nommé plus simplement Pro A est le plus haut échelon du championnat de France par équipes de tennis de table. Il est organisé par la Fédération française de tennis de table (FFTT).
Le Championnat de France par équipes de "Nationale 1" prend le nom de « Superdivision » de 1991 à 2003, année où il prend le nom définitif de « Pro A ».
Chaque année depuis 2004, le vainqueur du championnat est l'équipe ayant terminé en tête d'un classement à 8 équipes, qui est passé à 10 clubs pour la saison 2004-2005. Les quatre premiers sont qualifiés pour la phase de poule de la Ligue des Champions tandis que les équipes classées entre la 5e et la 8e place disputent l'ETTU Cup. Enfin, les dernières équipes au classement des deux championnats sont reléguées en Pro B jusqu'en 2018 pour les féminines. En effet la FFTT fusionnent la Pro A et la Pro B - suites aux retraits de nombreux clubs pour raisons financières - en Pro Dames.
Lors de la saison 2018-2019, L'ASRTT Étival-Raon dans le championnat féminin et le Morez Haut-Jura dans le championnat remportent leurs titres de Champions de France pour la première fois de leurs histoires.
Pour la première fois de son histoire depuis la fin de la Seconde Guerre mondiale, la Pro A 2019-2020 est définitivement arrêtée, le 15 avril, en raison de la pandémie de coronavirus.

## Histoire du Championnat de France par équipes

### L'après-Guerre
- 1947-1960 : Sur le plan national, de réforme en réforme, le championnat par équipes trouve son rythme de croisière et consacre alternativement le Racing Club de France, la Cavigal de Nice et l’AC Boulogne-Billancourt.
- 1960-1969 : Le championnat féminin voit enfin le jour. Colombes-Sports devient le premier champion de l'histoire féminine avant de voir l'ACBB écraser le championnat, enlevant 8 des 9 premiers titres mis en jeu, seulement battu par l'ACS Fontenay en 1966. Chez les hommes, le championnat vit une période d'alternance ou le Racing, l'ACS Fontenay, le CSU Bicêtre et l'Amiens SC remportent tous deux titres durant cette décennie.

L'AC Boulogne-Billancourt réalise en 1964 le seul doublé de l'histoire en sacrant cette année-là son équipe féminine et son équipe masculine, pour la dernière fois de son histoire pour ces messieurs.

### 1968-1985: KB-Messine et l'alternance féminine
Les Championnats femmes et hommes prennent définitivement leurs rythme de croisière après plusieurs années de réformes. Il en est pour preuve les duels explosifs et indécis du type US Messine Paris - CSA Kremlin-Bicêtre en messieurs, AC Boulogne-Billancourt - SLUC Nancy chez les dames. Le déclin de l'ACBB au milieu des années 1970 a provoqué une alternance au palmarès féminin. Ainsi, Bruz (4 titres), Cabourg, Annecy (2 titres) le CAM Bordeaux et Enghien (1 titre) ont comblé le vide entre les titres 1975 et 1986 de l'ACBB et permit aux clubs non-francilien de s'adjuger les titres.
Sur le plan européen, le CSA Kremlin-Bicêtre sera finaliste de la Coupe des "Villes de Foire" en 1973 et sera deux fois demi-finaliste de la Coupe d'Europe des Clubs Champions tout comme l'ACBB.

### 1985-1990: Le retour de l'ACBB et premiers titres européens
Dans l’Hexagone sportif, l’heure était à la passation de pouvoirs et à la réforme des championnats. Chez les hommes, après un passionnant face-à-face de plus de quinze ans entre le Kremlin-Bicêtre et l’AS Messine Paris, le club azuréen de la Trinité (renforcé par le Chinois Xie Saike) avait repris le flambeau en étant le premier club français à inscrire son nom sur le socle d’une coupe d’Europe et par conséquent, à réaliser le doublé. Dominant provisoire car du côté de Levallois, l’on s’apprêtait à régner sur la décennie à venir ! 
Le championnat féminin voit le retour de l'ACBB sur le devant de la scène avec 5 titres en 7 ans. l'US Kremlin-Bicêtre remporte ses premiers titres dans le championnat féminin, devenant le quatrième et dernier club à ce jour à remporter des titres chez les hommes et les femmes.
Sur le plan européen, les hommes trustent les premiers titres avec la Trinité (1 titre pour deux finales) et Levallois (2 titres pour 4 finales toutes compétitions confondues)

### 1988-2001: Levallois, Montpellier et les autres
Durant cette période, Levallois ne laissera aucune miette à ses adversaires en championnat (14 titres consécutif) tandis que chez les dames, l'AC Boulogne-Billancourt décroche ses 4 derniers titres de championnes de France avant de sombrer lentement dans la hiérarchie sportive. Hiérarchie que va dominer Montpellier sans partage de 1993 à 2003 à la suite des arrivées de nombreuses pongistes en provenance de l'ACBB. Durant ces périodes fastes, l'USKB va collectionner les places d'honneurs sur le podium sans regoûter au titre de Champion de France sur la période.
Sur la scène européenne, Levallois est à ce jour la seule équipe à avoir réalisé 3 doublés Championnat-Coupe d'Europe en décrochant la Coupe d'Europe Nancy-Evans en 1988, puis 2 coupes des clubs champions en 1990 et 1995. Les franciliens échoueront également en finale de cette dernière en 1991 (une grosse désillusion car Levallois se fait battre par le Borussia Düsseldorf 5-0 au retour après avoir pourtant remporté l'aller 5-1) et 1996 tandis qu'à la surprise générale, le Caen TTC remporte la première édition de la nouvelle Ligue des Champions face à l'ogre allemand du Borussia Düsseldorf. Chez les femmes, Montpellier arrive en finale de la Coupe d'Europe Nancy-Evans en 1993, performance historique dans l'histoire du tennis de table féminin français.

### 2001-2012: Le Professionnalisme

#### Le Championnat
Chez les hommes, l'Élan Nevers met fin en 2001 au règne interminable des franciliens en raflant les trois championnats suivant. Le retrait de ces derniers, en difficultés financières, profite à la Garde du Vœu Hennebont TT qui remporte dès sa 2e année dans l'élite le championnat à la surprise générale. Dans un championnat qui devient de plus en plus indécis au fil des saisons, les bretons remportent les deux championnats suivants. Puis Levallois conquiert un 15e titre qui lui échappe depuis sept ans avant de le laisser à nouveau à Hennebont l'année suivante. Mais les franciliens le récupèrent en 2010 et le conservent cette année. À la suite de l'arrêt de la Pro A des doubles champions de France en titre à la fin de la saison 2011-2012, on assiste à une passation de pouvoir avec le sacre de l'ASTT Chartres, deuxième l'an passé derrière les franciliens et vainqueur de l'ETTU Cup devant le même Levallois.
Chez les dames, Montpellier va terminer son règne en 2004, avec l'arrivée au pouvoir de l'USO Mondeville (2004-2006). À la surprise générale, ce sont les normandes de l'ALCL Grand-Quevilly qui vont coiffer les grandes favorites montpelliéraines à la dernière journée en 2007. L'année suivante, Montpellier est sacré pour la 12e (et dernière) fois de son histoire devant l'US Saint Berthevin/Saint Loup TT, qui va accumuler les titres de... vice-championnes de France (2008-2011), battus également à trois reprises par l'Évreux EC (2009 et 2010) et par le CP Lys-lez-Lannoy, championnes de France en titre pour la première fois de leurs histoires. Parallèlement, on assiste à un retour de l'US Kremlin-Bicêtre sur le devant de la scène (4e en 2008, 5e en 2009, 3e en 2010). Les franciliens atteignent pour la énième fois de leur histoire la deuxième place du championnat, battu pour un tout petit point par le CP Lys, Champion pour la deuxième année consécutive.

#### La crise économique
Parallèlement, le championnat féminin notamment est touché de plein fouet par la crise économique : l'ASPTT Lille Métropole doit mettre la clé sous la porte à la suite des retraits de ses sponsors et de FRANCE TELECOM en 2005, la forteresse montpelliéraine et les deux sections de Beauchamp doivent se retirer du championnat en 2009 suivi de Mondeville et d'Évreux, double champion en titre, en 2010. Soit 17 titres de champions de France à la trappe. Plusieurs équipes doivent même refuser leur qualification en Coupe d'Europe faute de gros budget. Ainsi, Grand-Quevilly, 9e en 2009 et sportivement relégué, est engagé en Coupe d'Europe tandis que Joué-lés-Tours, relégable trois saisons consécutives est maintenu en Pro A ! À l'aube de la saison 2011-2012, la FFTT engage l'Entente Mirande-Cugnaux/Villeneuve, 5e de la dernière Pro B, dans l'élite à la suite de la relégation sportive et administrative de Quimper par la CNAG et aux refus des quatre premières équipes de Pro B. Le TT Joué-lés-Tours est repêché pour la troisième année consécutive. Une semaine avant le coup d'envoi de cette même saison, Marmande doit se retirer à la suite du départ très tardif de l'une de ses joueuses. Le constat est flagrant : dépendant de plus en plus des joueuses étrangères, les clubs montrent tous les peines du monde à payer des salaires qui augmentent saison après saison...
Chez les hommes, durant la saison 2003-04, les dirigeants Montpelliérains décident de retirer leur équipe masculine, double vainqueur de l'Coupe d'Europe Nancy-Evans en trois ans à la suite d'une baisse significative des subventions versées par l'Agglomération de Montpellier. Idem pour l'Élan Nevers en 2004, pourtant triple champions en titre. La différence de niveau s'élève de plus en plus avec le temps et il devient de plus en plus difficile pour un promu de se maintenir dans l'élite. À ce jour, seul Angers (maintien en 2001), Hennebont (2004), Pontoise (2005), Istres (2006), La Romagne (2008) et Chartres (2010) ont réussi à se maintenir sportivement en Pro A. L'année 2012 change radicalement la donne, avec les retraits des "historiques" du SAG Cestas et du Levallois SC, présents dans l'élite durant respectivement 24 et 33 saisons consécutives.

### Depuis 2012: La conquête d'un titre
Les retraits des "historiques" Montpellier (2009) et de l'USO Mondeville (2010) en Pro A féminine et du SAG Cestas et du Levallois SC (2012) chez les hommes changent complètement la donne aux championnats. Chez les hommes - Chartres (4 titres), Pontoise et Angers (2 titres), La Romagne et Morez Haut-Jura (1 titre) - comme chez les femmes - Metz (4 titres), le CP Lys (2 titres), l'USKB, Poitiers, Etival-Raon et Saint-Denis (1 titre) débloquent leur palmarès - entrainant une période d'alternance dans les deux championnats, pour la première fois depuis 45 ans chez les hommes. L'US Kremlin-Bicêtre féminine bat le record du plus grand écart entre deux titres tout sexes confondues puisque 25 ans séparant ses deux derniers titres. Angers signe le titre masculin le plus tardif de l'histoire à sa vingtième participation consécutive. L'US Saint-Denis féminine réussit une performance inédite en s'adjugeant le titre avec une équipe de 17 ans de moyenne d'âge doublé de la Coupe d'Europe, performance plus observée depuis Levallois en 1988.
L'édition 2019-2020, d'abord suspendue courant mars, est finalement annulée par la FFTT, le 15 avril 2020, en raison de la pandémie de maladie à coronavirus. Par conséquent, le titre n'est pas décerné et aucune promotion, ni relégation n'est promulguée.
Les championnats 2022-2023 font l'objet d'un énième réforme puisque la Pro A Hommes voit l'apparition des play-offs entre les quatre premiers du classement. Ainsi, la GV Hennebont remporte un cinquième titre national qui le fuyait depuis 14 ans, plus gros écart entre deux titres chez les hommes ainsi que la Coupe ETTU pour la deuxième fois en 4 ans et pour son premier doublé de l'histoire. Metz remporte également son cinquième titre pour devenir la troisième équipe féminine la plus titrée du championnat, cependant très loin de l'ACBB (16 titres) et de Montpellier (12 titres). Les messins réussissent l'exploit d'aller en finale de la Ligue des Champions après avoir éliminé Berlin et Linz, deux cadors européens. La marche contre Tarnobrzeg est cependant trop haute et s'inclinent lourdement contre les polonaises.

## Palmarès

### Messieurs
| Saison        | Clubs | Champion                                                                                                 | Equipe championne                                                                                               | Vice-champion                                                                                            | Troisième                                     |             |
| ------------- | ----- | --- | --- | --- | --------------------------------------------- | ----------- |
| 2024-2025     | 10    | Alliance Nîmes-Montpellier TT (1)                                                                        | Félix Lebrun, Alexis Lebrun, Antoine Hachard, Esteban Dorr, Grégoire Jean, Manav Thakkar (en) et Brian Afanador | GV Hennebont                                                                                             | Angers et Pontoise                            |             |
| 2023-2024     | 10    | AS Pontoise-Cergy TT (3)                                                                                 | Lim Jong-hoon, Marcos Freitas, Tristan Flore, Joao Pedro Monteiro, Mehdi Bouloussa et Oh Jun-sung               | SPO Rouen                                                                                                | GV Hennebont                                  |             |
| 2022-2023     | 10    | GV Hennebont (5)                                                                                         | Kristian Karlsson, Chuang Chih-Yuang , Anders Lind et Ioannis Sgouropoulos                                      | SPO Rouen                                                                                                | Angers et Morez                               |             |
| 2021-2022     | 10    | Les Loups d'Angers (2)                                                                                   | Jon Persson, Hampus Nordberg, Joao Geraldo et Bastien Rembert                                                   | Caen TTC                                                                                                 | Morez Haut-Jura                               |             |
| 2020-2021     | 10    | Les Loups d'Angers (1)                                                                                   | Jon Persson, Hampus Nordberg, Joao Geraldo et Bastien Rembert                                                   | Morez Haut-Jura                                                                                          | SPO Rouen                                     |             |
| 2019-2020     | 10    | Compétition inachevée en raison du coronavirus (Titre non attribué ; pas de promotion, ni de relégation) | Compétition inachevée en raison du coronavirus (Titre non attribué ; pas de promotion, ni de relégation)        | Compétition inachevée en raison du coronavirus (Titre non attribué ; pas de promotion, ni de relégation) |                                               |             |
| 2018-2019     | 10    | Morez Haut-Jura                                                                                          | Kirill Skachkov, Benedek Olah, Mattias Översjö et Zhai Chao                                                     | GV Hennebont                                                                                             | AS Pontoise-Cergy TT                          |             |
| 2017-2018     | 10    | SS La Romagne                                                                                            | Brice Ollivier, Adrian Crisan, Chen Tianyuan et Wei Shihao                                                      | Vaillante Angers                                                                                         | Morez Haut-Jura                               |             |
| 2016-2017     | 10    | Chartres ASTT (4)                                                                                        | Alexandre Robinot, Joao Monteiro, Pär Gerell et Robert Gardos                                                   | SS La Romagne                                                                                            | AS Pontoise-Cergy TT                          |             |
| 2015-2016     | 10    | AS Pontoise-Cergy TT (2)                                                                                 | Marcos Freitas, Tristan Flore, Kristian Karlsson, Wang Jian Jun                                                 | Chartres ASTT                                                                                            | Vaillante Angers                              |             |
| 2014-2015     | 10    | AS Pontoise-Cergy TT (1)                                                                                 | Marcos Freitas, Tristan Flore, Kristian Karlsson, Wang Jian Jun                                                 | GV Hennebont                                                                                             | Chartres ASTT                                 |             |
| 2013-2014     | 10    | Chartres ASTT (3)                                                                                        | Gao Ning, Damien Eloi, Pär Gerell et Robert Gardos                                                              | AS Pontoise-Cergy TT                                                                                     | SS La Romagne                                 |             |
| 2012-2013     | 10    | Chartres ASTT (2)                                                                                        | Gao Ning, Damien Eloi, Pär Gerell et Robert Gardos                                                              | AS Pontoise-Cergy TT                                                                                     | SS La Romagne                                 |             |
| 2011-2012     | 10    | Chartres ASTT (1)                                                                                        | Robert Gardos, Damien Eloi, Gao Ning, Pär Gerell                                                                | GV Hennebont                                                                                             | SS La Romagne                                 |             |
| 2010-2011     | 10    | Levallois SC (17)                                                                                        | Chuang Chih-Yuan, Emmanuel Lebesson, Simon Gauzy et Igor Rubtsov                                                | Chartres ASTT                                                                                            | Istres TT                                     |             |
| 2009-2010     | 10    | Levallois SC (16)                                                                                        | Emmanuel Lebesson, Igor Rubtsov et Hou Yingchao                                                                 | AS Pontoise-Cergy TT                                                                                     | GV Hennebont                                  |             |
| 2008-2009     | 10    | GV Hennebont (4)                                                                                         | Ryu Seung Min, Kalinikos Kréanga et Dorian Quentel                                                              | AS Pontoise-Cergy TT                                                                                     | Vaillante Angers                              |             |
| 2007-2008     | 10    | Levallois SC (15)                                                                                        | Peter Karlsson, Damien Eloi, Michaël Maze                                                                       | Vaillante Angers                                                                                         | SAG Cestas                                    |             |
| 2006-2007     | 10    | GV Hennebont (3)                                                                                         | Kalinikos Kreanga, Daniel Gorak, Bai Feng Tian                                                                  | Levallois SC                                                                                             | SAG Cestas                                    |             |
| 2005-2006     | 10    | GV Hennebont (2)                                                                                         | Kalinikos Kreanga, Daniel Gorak, Bai Feng Tian                                                                  | Vaillante Angers                                                                                         | Istres TT                                     |             |
| 2004-2005     | 10    | GV Hennebont (1)                                                                                         | Kalinikos Kreanga, Daniel Gorak, Bai Feng Tian, Thierry Cabrera                                                 | Levallois SC                                                                                             | SAG Cestas                                    |             |
| 2003-2004     | 8     | Élan Nevers Nièvre (3)                                                                                   | Peter Karlsson, Sébastien Jover, Lin Zhi Gange, Magnus Mansson                                                  | Levallois UTT                                                                                            | Bayard Argentan                               |             |
| PRO A         |       | | | |                                               |             |
| 2002-2003     | 8     | Élan Nevers Nièvre (2)                                                                                   | Peter Karlsson, Sébastien Jover et Lin Zhi Gang                                                                 | Levallois UTT                                                                                            | Montpellier TT                                |             |
| 2001-2002,    | 8     | Élan Nevers Nièvre (1)                                                                                   | Peter Karlsson, Sébastien Jover et Lin Zhi Gang                                                                 | Levallois UTT                                                                                            | Montpellier TT                                |             |
| 2000-2001     | 8     | Levallois UTT (14)                                                                                       | Jean-Philippe Gatien, Christophe Legout, Patrick Chila et Cédric Mirault                                        | Élan Nevers Nièvre                                                                                       | Caen TTC                                      |             |
| 1999-2000     | 8     | Levallois UTT (13)                                                                                       | Jean-Philippe Gatien, Christophe Legout, Patrick Chila et Cédric Mirault                                        | Élan Nevers Nièvre                                                                                       | Caen TTC                                      |             |
| 1998-1999     | 8     | Levallois UTT (12)                                                                                       | Jean-Philippe Gatien, Christophe Legout, Patrick Chila et Cédric Mirault                                        | Caen TTC                                                                                                 | SAG Cestas                                    |             |
| 1997-1998     | 8     | Levallois UTT (11)                                                                                       | Jean-Philippe Gatien, Christophe Legout, Patrick Chila                                                          | Caen TTC                                                                                                 | Montpellier TT                                |             |
| 1996-1997     | 8     | Levallois UTT (10)                                                                                       | Jean-Philippe Gatien, Patrick Chila, Christophe Legout                                                          | SAG Cestas                                                                                               | Montpellier TT                                |             |
| 1995-1996     | 8     | Levallois UTT (9)                                                                                        | Jean-Philippe Gatien, Patrick Chila, Christophe Legout, Peter Karlsson, Jacques Secrétin et Cédric Mirault      | ASPTT Nevers                                                                                             | SAG Cestas                                    |             |
| 1994-1995     | 8     | Levallois UTT (8)                                                                                        | Jean-Philippe Gatien                                                                                            | ASPTT Nevers                                                                                             | AS Pontoise-Cergy TT                          |             |
| 1993-1994     | 6     | Levallois UTT (7)                                                                                        | Jean-Philippe Gatien                                                                                            | Montpellier-Le Crès TT                                                                                   | AS Pontoise-Cergy TT                          |             |
| 1992-1993     | 6     | Levallois UTT (6)                                                                                        | Jean-Philippe Gatien                                                                                            | Montpellier-Le Crès TT                                                                                   | SAG Cestas                                    |             |
| 1991-1992     | 6     | Levallois UTT (5)                                                                                        | Jean-Philippe Gatien                                                                                            | SAG Cestas                                                                                               | Montpellier-Le Crès TT                        |             |
| 1990-1991     | 10    | Levallois UTT (4)                                                                                        | Jean-Philippe Gatien, Lo Chuen Tsung, Didier Mommessin                                                          | VGA Saint-Maur                                                                                           | Elan Chevilly-Larue                           |             |
| SUPERDIVISION |       | | | |                                               |             |
| 1989-1990     | 12    | Levallois UTT (3)                                                                                        | Jean-Philippe Gatien, Lo Chuen Tsung, Jacques Secrétin                                                          | VGA Saint-Maur                                                                                           | ASC Chalons-sur-Marne                         |             |
| 1988-1989     | 12    | Levallois UTT (2)                                                                                        | | VGA Saint-Maur                                                                                           | ASML Fréjus TT                                |             |
| 1987-1988     | 12    | Levallois UTT (1)                                                                                        | | VGA Saint-Maur                                                                                           | Trinité Sports TT                             |             |
| 1986-1987     | 8     | Trinité Sports TT (2)                                                                                    | | Levallois UTT                                                                                            | VGA Saint-Maur                                |             |
| 1985-1986     | 8     | Trinité Sports TT (1)                                                                                    | | Levallois UTT                                                                                            | SSSS Tours                                    |             |
| 1984-1985     | 8     | AS Messine Paris (5)                                                                                     | | Trinité Sports TT                                                                                        | Levallois UTT                                 |             |
| 1983-1984     | 8     | US Kremlin Bicêtre (11)                                                                                  | | Trinité Sports TT                                                                                        | AS Messine Paris                              |             |
| 1982-1983     | 8     | US Kremlin Bicêtre (10)                                                                                  | | AS Messine Paris                                                                                         | ES Levallois                                  |             |
| 1981-1982     | 8     | AS Messine Paris (4)                                                                                     | | VGA Saint-Maur                                                                                           | ES Levallois                                  |             |
| 1980-1981     | 8     | US Kremlin Bicêtre (9)                                                                                   | | AS Messine Paris                                                                                         | ES Levallois                                  |             |
| 1979-1980     | 8     | US Kremlin Bicêtre (8)                                                                                   | | AS Messine Paris                                                                                         | ES Levallois                                  |             |
| 1978-1979     | 8     | CSA Kremlin-Bicêtre (7)                                                                                  | | VGA Saint-Maur                                                                                           | AS Messine Paris                              |             |
| 1977-1978     | 8     | CSA Kremlin-Bicêtre (6)                                                                                  | | VGA Saint-Maur                                                                                           | AS Messine Paris                              |             |
| 1976-1977     | 8     | AS Messine Paris (3)                                                                                     | | CSA Kremlin-Bicêtre                                                                                      | SLUC Nancy                                    |             |
| 1975-1976     | 8     | AS Messine Paris (2)                                                                                     | | CSA Kremlin-Bicêtre                                                                                      | VGA Saint-Maur                                |             |
| 1974-1975     | 8     | CSA Kremlin-Bicêtre (5)                                                                                  | | VGA Saint-Maur                                                                                           | AS Messine Paris                              |             |
| 1973-1974     | 8     | CSA Kremlin-Bicêtre (4)                                                                                  | | VGA Saint-Maur                                                                                           | Amiens SC                                     |             |
| 1972-1973     | 8     | CSA Kremlin-Bicêtre (3)                                                                                  | | CTT Enghien-les-Bains                                                                                    | SOSC Charenton                                |             |
| 1971-1972     | 8     | SOSC Charenton                                                                                           | | CTT Enghien-les-Bains                                                                                    | US Messine Paris                              |             |
| 1970-1971     | 8     | CTT Enghien-les-Bains                                                                                    | | AS Messine Paris                                                                                         | SOSC Charenton                                |             |
| 1969-1970     | 8     | AS Messine Paris (1)                                                                                     | | Amiens SC                                                                                                | SOSC Charenton                                |             |
| 1968-1969     | 8     | Amiens SC (2)                                                                                            | | AS Messine Paris                                                                                         | CSU Bicêtre                                   |             |
| 1967-1968     | 8     | Amiens SC (1)                                                                                            | | |                                               |             |
| 1966-1967     | 8     | CSU Bicêtre (2)                                                                                          | | Amiens SC                                                                                                | AS Messine Paris                              |             |
| 1965-1966     | 8     | CSU Bicêtre (1)                                                                                          | | AC Boulogne-Billancourt                                                                                  | AS Messine Paris                              |             |
| 1964-1965     | 8     | ACS Fontenay-sous-Bois (2)                                                                               | | AC Boulogne-Billancourt                                                                                  | CSU Bicêtre                                   |             |
| 1963-1964     | 8     | AC Boulogne-Billancourt (6)                                                                              | | CSU Bicêtre                                                                                              | USA Liévin                                    |             |
| 1962-1963     | 12    | ACS Fontenay-sous-Bois (1)                                                                               | | Bayard Argentan                                                                                          | CSR Bordeaux (A) CSU Bicêtre (B)              |             |
| 1961-1962     | 12    | CS Paris Sud-Est                                                                                         | | RC France-Paris                                                                                          | ACS Fontenay (A) AAE Liévin (B)               |             |
| 1960-1961     | -     | RC France-Paris (7)                                                                                      | | ACS Fontenay-sous-Bois                                                                                   | USCCA Nice (A) Amiens SC (B/Forfait)          |             |
| 1959-1960     | 12    | RC France-Paris (6)                                                                                      | | USBHV Paris                                                                                              | AE Lievin (A) Amiens SC (B)                   |             |
| 1958-1959     | 12    | USBHV Paris (2)                                                                                          | | CO Caudéran                                                                                              | Bayard Argentan (Ouest) RC France-Paris (est) |             |
| 1957-1958     | 12    | AC Boulogne-Billancourt (5)                                                                              | | USBHV Paris                                                                                              | RC France-Paris (Ouest) PPACR Fontenay (Est)  |             |
| 1956-1957     | 12    | USBHV Paris (1)                                                                                          | | AC Boulogne-Billancourt                                                                                  | PPACR Fontenay (Nord) RC France-Paris (Sud)   |             |
| 1955-1956     | 14    | AC Boulogne-Billancourt (4)                                                                              | | RC France-Paris                                                                                          | USBHV Paris (Nord) SCE Marseille (Sud)        |             |
| 1954-1955     | 14    | AC Boulogne-Billancourt (3)                                                                              | | RC France-Paris                                                                                          | ASE Lille (A) Balmat de Paris (B)             |             |
| 1953-1954     | 14    | AC Boulogne-Billancourt (2)                                                                              | | RC France-Paris                                                                                          | CNA Rouen (Nord) Cavigal Nice Sports (Sud)    |             |
| 1952-1953     | 14    | Cavigal Nice Sports (3)                                                                                  | | CPP Central Reims                                                                                        | RC France-Paris (A) ASCE Paris (B)            |             |
| 1951-1952     | 5     | AC Boulogne-Billancourt (1)                                                                              | | RC France-Paris                                                                                          | Cavigal Nice Sports                           |             |
| 1950-1951     | -     | RC France-Paris (5)                                                                                      | | AC Boulogne-Billancourt                                                                                  | Cavigal Nice Sports                           |             |
| 1949-1950     | -     | RC France-Paris (4)                                                                                      | | Balmat de Paris                                                                                          | Cavigal Nice Sports                           |             |
| 1948-1949     | -     | Cavigal Nice Sports (2)                                                                                  | | RC France-Paris                                                                                          | PPC Lille                                     |             |
| 1947-1948     | -     | RC France-Paris (3)                                                                                      | | Excelsior Roubaix-Tourcoing                                                                              | ASPP Limoges                                  |             |
| 1946-1947     | -     | Cavigal Nice Sports (1)                                                                                  | | CO Français                                                                                              | RC France                                     |             |
| 1945-1946     | -     | RC France-Paris (2)                                                                                      | | CO Aubervilliers                                                                                         | AC Abbeville                                  |             |
| 1944-1945     | -     | AS Française de Paris (2)                                                                                | | CO Français                                                                                              | PPC Montceau/OGC Nice                         |             |
| 1943-1944     | -     | Non disputé                                                                                              | Non disputé | Non disputé                                                                                              | Non disputé                                   | Non disputé |
| 1942-1943     | -     | AS Française de Paris (1)                                                                                | | |                                               |             |
| 1936-1942     | -     | Non disputé                                                                                              | | |                                               |             |
| 1934-1935     | -     | PPC Marseille                                                                                            | | |                                               |             |
| 1933-1934     | -     | Opéra PPC                                                                                                | | |                                               |             |
| 1932-1933     | -     | RC France-Monceau (1)                                                                                    | | |                                               |             |

- Le nombre entre parenthèses indique le nombre de titres

### Dames
- De septembre 1988 à 1992 puis depuis septembre 2018, les championnats se disputent sous une phase régulière puis en phase finale

| Saison                                                              | Clubs | Champion                                                                                                 | Equipe championne                                                                                        | Vice-champion                                                                                            | Troisième                                                                                                |
| ------------------------------------------------------------------- | ----- | --- | --- | --- | --- |
| 2024-2025                                                           | 12    | Metz TT (6)                                                                                              | Mariia Tailakova, Adina Diaconu, Charlotte Lutz et Sarah De Nutte                                        | Saint-Denis US 93 TT                                                                                     | |
| 2023-2024                                                           | 12    | TT Saint-Quentin                                                                                         | Linda Bergström, Polina Mikhailova, Daniela Dodean, Camille Lutz et Olga Mikhaylova                      | Entente Sainte-Pierraise                                                                                 | Metz TT                                                                                                  |
| 2022-2023                                                           | 12    | Metz TT (5)                                                                                              | Mariia Tailakova, Adina Diaconu, Pauline Chasselin et Jiaduo Wu                                          | ASRTT Étival-Raon                                                                                        | Saint-Denis US 93 TT                                                                                     |
| 2021-2022                                                           | 12    | Metz TT (4)                                                                                              | Mariia Tailakova, Adina Diaconu et Jiaduo Wu                                                             | Entente Sainte-Pierraise                                                                                 | ASRTT Étival-Raon                                                                                        |
| 2020-2021                                                           | 12    | Saint-Denis US 93 TT                                                                                     | Prithika Pavade, Camille Lutz, Xiaoxin Yang et Barbora Balazova                                          | Metz TT                                                                                                  | Entente Sainte-Pierraise                                                                                 |
| 2019-2020                                                           | 10    | Compétition inachevée en raison du coronavirus (Titre non attribué ; pas de promotion, ni de relégation) | Compétition inachevée en raison du coronavirus (Titre non attribué ; pas de promotion, ni de relégation) | Compétition inachevée en raison du coronavirus (Titre non attribué ; pas de promotion, ni de relégation) | Compétition inachevée en raison du coronavirus (Titre non attribué ; pas de promotion, ni de relégation) |
| 2018-2019                                                           | 13    | ASRTT Étival-Raon                                                                                        | Hana Matelova, Jieni Shao et Maria Dolgikh                                                               | CP Lys-lez-Lannoy                                                                                        | Ent.Ste-Pierraise/TT Saint-Quentin                                                                       |
| 2017-2018                                                           | 8     | Poitiers TTACC 86                                                                                        | Jia Nan Yuan, Zheng Yuan et Eva Odorova                                                                  | CP Lys-lez-Lannoy                                                                                        | ALCL Grand-Quevilly                                                                                      |
| 2016-2017                                                           | 7     | Metz TT (3)                                                                                              | | TT Saint-Quentin                                                                                         | Poitiers TTACC 86                                                                                        |
| 2015-2016                                                           | 8     | Metz TT (2)                                                                                              | | CP Lys-lez-Lannoy                                                                                        | Poitiers TTACC 86                                                                                        |
| 2014-2015                                                           | 10    | Metz TT (1)                                                                                              | | CP Lys-lez-Lannoy                                                                                        | Quimper CTT                                                                                              |
| 2013-2014                                                           | 10    | CP Lys-lez-Lannoy (3)                                                                                    | | US Kremlin-Bicêtre                                                                                       | Metz TT                                                                                                  |
| 2012-2013                                                           | 10    | US Kremlin-Bicêtre (3)                                                                                   | | CP Lys-lez-Lannoy                                                                                        | Metz TT                                                                                                  |
| 2011-2012                                                           | 9     | CP Lys-lez-Lannoy (2)                                                                                    | | US Kremlin-Bicêtre                                                                                       | TT Saint-Quentin                                                                                         |
| 2010-2011                                                           | 10    | CP Lys-lez-Lannoy (1)                                                                                    | | US Saint-Berthevin/Saint-Loup                                                                            | SA Souché Niort                                                                                          |
| 2009-2010                                                           | 10    | Évreux EC (2)                                                                                            | | US Saint-Berthevin/Saint-Loup                                                                            | US Kremlin-Bicêtre                                                                                       |
| 2008-2009                                                           | 10    | Évreux EC (1)                                                                                            | | US Saint-Berthevin/Saint-Loup                                                                            | USO Mondeville                                                                                           |
| 2007-2008                                                           | 10    | Montpellier TT (12)                                                                                      | | US Saint-Berthevin/Saint-Loup                                                                            | USO Mondeville                                                                                           |
| 2006-2007                                                           | 10    | ALCL Grand-Quevilly                                                                                      | | Montpellier TT                                                                                           | US Saint-Berthevin/Saint-Loup                                                                            |
| 2005-2006                                                           | 10    | USO Mondeville (3)                                                                                       | | Montpellier TT                                                                                           | CP Lys-lez-Lannoy                                                                                        |
| 2004-2005                                                           | 10    | USO Mondeville (2)                                                                                       | | Montpellier TT                                                                                           | CP Lys-lez-Lannoy                                                                                        |
| 2003-2004                                                           | 8     | USO Mondeville (1)                                                                                       | | ASPTT Lille Métropole                                                                                    | TT Joué-lès-Tours                                                                                        |
| Le Championnat de France de SUPERDIVISION est renommé en PRO A      |       | | | | |
| 2002-2003                                                           | 8     | Montpellier TT (11)                                                                                      | | USO Mondeville                                                                                           | US Kremlin-Bicêtre                                                                                       |
| 2001-2002                                                           | 8     | Montpellier TT (10)                                                                                      | | US Saint-Berthevin/Saint-Loup                                                                            | USO Mondeville                                                                                           |
| 2000-2001                                                           | 8     | Montpellier TT (9)                                                                                       | | US Saint-Berthevin/Saint-Loup                                                                            | |
| 1999-2000                                                           | 8     | Montpellier TT (8)                                                                                       | | USO Mondeville                                                                                           | US Kremlin-Bicêtre                                                                                       |
| 1998-1999                                                           | 8     | Montpellier TT (7)                                                                                       | | | |
| 1997-1998                                                           | 8     | Montpellier TT (6)                                                                                       | | US Kremlin-Bicêtre                                                                                       | CAM Bordeaux                                                                                             |
| 1996-1997                                                           | 8     | Montpellier TT (5)                                                                                       | | US Kremlin-Bicêtre                                                                                       | |
| 1995-1996                                                           | 7     | Montpellier TT (4)                                                                                       | | US Kremlin-Bicêtre                                                                                       | |
| 1994-1995                                                           | 6     | Montpellier TT (3)                                                                                       | | US Kremlin-Bicêtre                                                                                       | CAM Bordeaux                                                                                             |
| 1993-1994                                                           | 6     | Montpellier-Le Crès TT (2)                                                                               | | US Kremlin-Bicêtre                                                                                       | ASPTT Lille Métropole                                                                                    |
| 1992-1993                                                           | 6     | Montpellier-Le Crès TT (1)                                                                               | | US Kremlin-Bicêtre                                                                                       | ASPTT Lille Métropole                                                                                    |
| 1991-1992                                                           | 6     | AC Boulogne-Billancourt (16)                                                                             | | US Kremlin-Bicêtre                                                                                       | Montpellier-Le Crès TT                                                                                   |
| 1990-1991                                                           | 12    | AC Boulogne-Billancourt (15)                                                                             | | US Kremlin-Bicêtre                                                                                       | Montpellier-Le Crès TT                                                                                   |
| Le Championnat de France de NATIONAL 1 est renommé en SUPERDIVISION |       | | | | |
| 1989-1990                                                           | 12    | AC Boulogne-Billancourt (14)                                                                             | | US Kremlin-Bicêtre                                                                                       | Montpellier-Le Crès TT                                                                                   |
| 1988-1989                                                           | 12    | AC Boulogne-Billancourt (13)                                                                             | | US Kremlin-Bicêtre                                                                                       | Montpellier-Le Crès TT                                                                                   |
| 1987-1988                                                           | 12    | US Kremlin-Bicêtre (2)                                                                                   | | AC Boulogne-Billancourt                                                                                  | SMEC Metz                                                                                                |
| 1986-1987                                                           | 8     | US Kremlin-Bicêtre (1)                                                                                   | | AC Boulogne-Billancourt                                                                                  | CAM Bordeaux                                                                                             |
| 1985-1986                                                           | 8     | AC Boulogne-Billancourt (12)                                                                             | | CAM Bordeaux                                                                                             | AS Mulhouse                                                                                              |
| 1984-1985                                                           | 8     | CAM Bordeaux                                                                                             | | ASPTT Lyon                                                                                               | Amiens SC                                                                                                |
| 1983-1984                                                           | 8     | AL Bruz (4)                                                                                              | | ASPTT Lyon                                                                                               | US Saint-Malo                                                                                            |
| 1982-1983                                                           | 8     | AL Bruz (3)                                                                                              | | ASPTT Lyon                                                                                               | ASPTT Annecy                                                                                             |
| 1981-1982                                                           | 8     | ASPTT Annecy (2)                                                                                         | | AL Bruz                                                                                                  | ASPTT Lyon                                                                                               |
| 1980-1981                                                           | 8     | AL Bruz (2)                                                                                              | | ASPTT Lyon                                                                                               | ES Gravenchon                                                                                            |
| 1979-1980                                                           | 8     | AL Bruz (1)                                                                                              | | ASPTT Annecy                                                                                             | ES Gravenchon                                                                                            |
| 1978-1979                                                           | 8     | ASPTT Annecy (1)                                                                                         | | AS Cabourg                                                                                               | AC Boulogne-Billancourt                                                                                  |
| 1977-1978                                                           | 8     | AS Cabourg (2)                                                                                           | | ASPTT Annecy                                                                                             | AC Boulogne-Billancourt                                                                                  |
| 1976-1977                                                           | 8     | AS Cabourg (1)                                                                                           | | ASPTT Savoie                                                                                             | ASPTT Annecy                                                                                             |
| 1975-1976                                                           | 8     | CTT Enghien-les-Bains                                                                                    | | AC Boulogne-Billancourt                                                                                  | AS Cabourg                                                                                               |
| 1974-1975                                                           | 8     | AC Boulogne-Billancourt (11)                                                                             | | JA Montrouge                                                                                             | AUVR Rillieux                                                                                            |
| 1973-1974                                                           | 8     | AC Boulogne-Billancourt (10)                                                                             | | AUVR Rillieux                                                                                            | ACS Fontenay-sous-Bois                                                                                   |
| 1972-1973                                                           | 8     | ASEG Nancy (3)                                                                                           | | ASPTT Annecy                                                                                             | AC Boulogne-Billancourt                                                                                  |
| 1971-1972                                                           | 8     | AC Boulogne-Billancourt (9)                                                                              | | ASEG Nancy                                                                                               | USEG Paris                                                                                               |
| 1970-1971                                                           | 8     | ASEG Nancy (2)                                                                                           | | AC Boulogne-Billancourt                                                                                  | USEG Paris                                                                                               |
| 1969-1970                                                           | 8     | ASEG Nancy (1)                                                                                           | | AC Boulogne-Billancourt                                                                                  | RCS Champigny                                                                                            |
| 1968-1969                                                           | 8     | AC Boulogne-Billancourt (8)                                                                              | | RCS Champigny                                                                                            | ACS Fontenay-sous-Bois                                                                                   |
| 1967-1968                                                           | 8     | AC Boulogne-Billancourt (7)                                                                              | | ACS Fontenay-sous-Bois                                                                                   | |
| 1966-1967                                                           | 6     | AC Boulogne-Billancourt (6)                                                                              | | ACS Fontenay-sous-Bois                                                                                   | Stade français                                                                                           |
| 1965-1966                                                           | 8     | ACS Fontenay-sous-Bois                                                                                   | | AC Boulogne-Billancourt                                                                                  | Stade français                                                                                           |
| 1964-1965                                                           | 8     | AC Boulogne-Billancourt (5)                                                                              | | ASEG Nancy                                                                                               | ACS Fontenay-sous-Bois                                                                                   |
| 1963-1964                                                           | 8     | AC Boulogne-Billancourt (4)                                                                              | | Stade français                                                                                           | USEG Paris                                                                                               |
| 1962-1963                                                           | 6     | AC Boulogne-Billancourt (3)                                                                              | | Stade français                                                                                           | GE Clermont-Ferrand                                                                                      |
| 1961-1962                                                           | 6     | AC Boulogne-Billancourt (2)                                                                              | | Stade français                                                                                           | PL La Fuye Tours                                                                                         |
| 1960-1961                                                           | 8     | AC Boulogne-Billancourt (1)                                                                              | | Stade français                                                                                           | CS Paris Sud-Est                                                                                         |
| 1959-1960                                                           |       | Colombes-Sports                                                                                          | | | CS Paris Sud-Est                                                                                         |

## Bilan des Clubs

### Titres par clubs
Dans l'histoire, seuls quatre clubs ont vu leurs sections féminines et masculines décrocher le titre national dans chaque catégorie : l'AC Boulogne-Billancourt, l'ACS Fontenay-sous-Bois, le CTT Enghien-les-Bains et l'US Kremlin-Bicêtre. L'ACBB réalise en 1964 le seul doublé féminin/masculin de l'histoire.
- Bande jaune : clubs ayant une section féminine ou masculine en Pro A 2025-2026

#### Championnat masculin
| Rang | Club                          | Titres | Premier-Dernier | Division 25-26 |
| 1    | Levallois SC/UTT/ES           | 17     | 1988-2011       | Nationale 1    |
| 2    | CSA/US Kremlin-Bicêtre        | 11     | 1967-1984       | -              |
| 3    | RC France-Paris/Monceau       | 7      | 1934-1961       | -              |
| 4    | AC Boulogne-Billancourt       | 6      | 1952-1964       | Pro B          |
| 5    | GV Hennebont                  | 5      | 2005-2023       | Pro A          |
| 6    | AS Messine Paris              | 5      | 1970-1985       | Dissout        |
| 7    | Chartres ASTT                 | 4      | 2012-2017       | Pro B          |
| 8    | AS Pontoise-Cergy TT          | 3      | 2015-2024       | Pro A          |
| -    | Élan Nevers Nièvre            | 3      | 2002-2004       | -              |
| -    | Cavigal Nice Sports           | 3      | 1947-1953       | Pro B          |
| 11   | Les Loups d'Angers            | 2      | 2021-2022       | Pro A          |
| -    | Trinité Sports TT             | 2      | 1986-1987       | -              |
| -    | Amiens STT                    | 2      | 1968-1969       | Pro B          |
| -    | ACS Fontenay-sous-Bois        | 2      | 1963-1965       | -              |
| -    | USBHV Paris                   | 2      | 1957-1959       | Dissout        |
| -    | AS Française Paris            | 2      | 1943-1945       | Dissout        |
| 17   | Alliance Nîmes-Montpellier TT | 1      | 2025            | Pro A          |
| -    | Morez Haut-Jura               | 1      | 2019            | -              |
| -    | SS La Romagne                 | 1      | 2018            | Pro A          |
| -    | SOSC Charenton                | 1      | 1972            | -              |
| -    | CTT Enghien-les-Bains         | 1      | 1971            | -              |
| -    | CSPSE Paris                   | 1      | 1962            | -              |
| -    | PPC Marseille                 | 1      | 1936            | Dissout        |
| 23   | Opéra PPC                     | 1      | 1935            | Dissout        |

#### Championnat féminin
| Rang | Club                    | Titres | Premier-Dernier | Division 25-26 |
| 1    | AC Boulogne-Billancourt | 16     | 1961-1992       | -              |
| 2    | Montpellier TT          | 12     | 1993-2008       | -              |
| 3    | Metz TT                 | 6      | 2015-2025       | Pro A          |
| 4    | AL Bruz                 | 4      | 1980-1984       | -              |
| 5    | CP Lys-lez-Lannoy       | 3      | 2011-2014       | Pro B          |
| 6    | CSA/US Kremlin-Bicêtre  | 3      | 1987-2013       | -              |
| 7    | USO Mondeville          | 3      | 2004-2006       | -              |
| 8    | ASEG Nancy              | 3      | 1970-1973       | -              |
| 9    | Évreux ÉC               | 2      | 2009-2010       | -              |
| 10   | ASPTT Annecy            | 2      | 1979-1982       | -              |
| 11   | AS Cabourg              | 2      | 1977-1978       | -              |
| 12   | TT Saint-Quentin        | 1      | 2024            | Pro A          |
| 13   | Saint-Denis US 93 TT    | 1      | 2021            | Pro A          |
| 14   | ASRTT Étival-Raon       | 1      | 2019            | Pro A          |
| 15   | Poitiers TTACC 86       | 1      | 2018            | Pro A          |
| 16   | ALCL Grand-Quevilly     | 1      | 2007            | Pro A          |
| 17   | CAM Bordeaux            | 1      | 1985            | -              |
| 18   | CTT Enghien-les-Bains   | 1      | 1976            | -              |
| 19   | ACS Fontenay-sous-Bois  | 1      | 1966            | -              |
| 20   | Colombes-Sports         | 1      | 1960            | -              |

#### Titres par clubs toutes catégories confondues
| Rang | Club                          | Nombre total de Titre | Titres Femmes | Titres Hommes | Premier-Dernier |
| 1    | AC Boulogne-Billancourt       | 22                    | 16            | 6             | 1952-1992       |
| 2    | Levallois ES/UTT/SC           | 17                    | -             | 17            | 1988-2011       |
| 3    | CSA/US Kremlin-Bicêtre        | 14                    | 3             | 11            | 1967-2013       |
| 4    | Montpellier TT                | 12                    | 12            | -             | 1993-2008       |
| 5    | RC France-Paris/Monceau       | 7                     | -             | 7             | 1934-1961       |
| 6    | Metz TT                       | 6                     | 6             | -             | 2015-2025       |
| 7    | GV Hennebont                  | 5                     | -             | 5             | 2005-2023       |
| 8    | US/AS Messine Paris           | 5                     | -             | 5             | 1970-1985       |
| 9    | Chartres ASTT                 | 4                     | -             | 4             | 2012-2017       |
| 10   | AL Bruz                       | 4                     | 4             | -             | 1980-1984       |
| -    | AS Pontoise-Cergy TT          | 3                     | -             | 3             | 2015-2024       |
| 11   | CP Lys-lez-Lannoy             | 3                     | 3             | -             | 2011-2014       |
| -    | USO Mondeville                | 3                     | 3             | -             | 2004-2006       |
| -    | Élan Nevers Nièvre            | 3                     | -             | 3             | 2002-2004       |
| -    | ASEG Nancy                    | 3                     | 3             | -             | 1970-1973       |
| -    | ACS Fontenay-sous-Bois        | 3                     | 1             | 2             | 1963-1966       |
| -    | Cavigal Nice Sports           | 3                     | -             | 3             | 1947-1953       |
| 17   | Les Loups d'Angers            | 2                     | -             | 2             | 2021-2022       |
| -    | Évreux ÉC                     | 2                     | 2             | -             | 2009-2010       |
| -    | Trinité Sports TT             | 2                     | -             | 2             | 1986-1987       |
| -    | ASPTT Annecy                  | 2                     | 2             | -             | 1979-1982       |
| -    | AS Cabourg                    | 2                     | 2             | -             | 1977-1978       |
| -    | CTT Enghien-les-Bains         | 2                     | 1             | 1             | 1971-1976       |
| -    | Amiens SC                     | 2                     | -             | 2             | 1968-1969       |
| -    | USBHV Paris                   | 2                     | -             | 2             | 1957-1959       |
| -    | AS Française Paris            | 2                     | -             | 2             | 1943-1945       |
| 27   | Alliance Nîmes-Montpellier TT | 1                     | 0             | 1             | 2025            |
| -    | TT Saint-Quentin              | 1                     | 1             | -             | 2024            |
| -    | Saint-Denis US 93 TT          | 1                     | 1             | -             | 2021            |
| -    | ASRTT Étival-Raon             | 1                     | 1             | -             | 2019            |
| -    | Morez Haut-Jura               | 1                     | -             | 1             | 2019            |
| -    | Poitiers TTACC 86             | 1                     | 1             | -             | 2018            |
| -    | SS La Romagne                 | 1                     | 1             | -             | 2018            |
| -    | ALCL Grand-Quevilly           | 1                     | 1             | -             | 2007            |
| -    | CAM Bordeaux                  | 1                     | 1             | -             | 1985            |
| -    | SOSC Charenton                | 1                     | -             | 1             | 1972            |
| -    | CSPSE Paris                   | 1                     | -             | 1             | 1962            |
| -    | Colombes-Sports               | 1                     | 1             | -             | 1960            |
| -    | PPC Marseille                 | 1                     | -             | 1             | 1936            |
| 39   | Opéra PPC                     | 1                     | -             | 1             | 1935            |

## Parcours en Coupes d'Europe

### Hommes
Les clubs masculins participent depuis les années 1960 à l'ancienne Coupe d'Europe des clubs champions et à l'ancêtre de la Coupe d'Europe ETTU (aujourd'hui appelée brièvement Coupe d'Europe), la Coupe des Villes de Foires. L'Amiens SC est devenu en 1968 le premier représentant français de l'histoire en participant à la deuxième coupe citée.
Dans les années 1970, sous la domination sans partage des clubs des pays de l'Est sur les Coupes d'Europe, l'AC Kremlin-Bicêtre parvint à deux reprises en demi-finale de la Coupe d'Europe des clubs champions. Il devient en 1973 le premier club français à se hisser en finale de la Coupe des Villes de Foires mais s'incline contre le club hongrois du VSC Budapest. Neuf ans plus tard, c'est au tour de son rival de l'AS Messine Paris de rejoindre la finale mais s'incline à son tour contre les Allemands du ATSV Sarrebruck.
En 1985, la Coupe des Villes de Foires devient la Coupe Nancy-Evans. Le club de la Trinité Sports TT à le privilège de devenir le premier club non-francilien à s'y qualifier en finale mais s'incline aussi contre le Spartacus Budapest. A noter la fin de l'âge d'or des pays de l'Est pour laisser place à la domination allemande durant une trentaine d'années. La Trinité revient en finale dès la saison suivante (une première là aussi) et devient en 1986 le premier vainqueur français de l'histoire d'une Coupe d'Europe en s'imposant contre un club allemand nouveau-venu à se stade d'une compétition et que les clubs français rencontreront souvent jusqu'à nos jours : le Borussia Dusseldorf.
En 1987, le Levallois-Perret UTT commence sa domination sans partage en France et se lance à la conquête de l'Europe en parvenant à son tour en finale de la Coupe Nancy-Evans. S'il s'incline contre Dusseldorf en 1987 (1er titre européen après son échec contre la Trinité), le club francilien remporte son premier titre l'année suivante contre les Allemands de Reutlingen.
C'est au tour de la grande Coupe d'Europe des clubs champions de venir en France grâce à Levallois-Perret en 1990 pour la première fois de l'histoire -victoire contre Sarrebruck- et en 1995 -victoire contre les Belges de la Royal Villette Charleroi. Deux défaites en finale figurent également au palmarès (1991 contre Dusseldorf et 1996 contre Charleroi) de cette compétition qui disparait en 2001 au profit de la nouvelle Ligue des champions.
Et cette première Ligue des Champions, c'est le très jeune club du Caen TTC qui la remporte au set-average à la surprise générale contre le géant Borussia Dusseldorf en 1999, huit ans seulement après sa création !
Le passage aux années 2000 marque l'ambition européen des clubs français. L'Élan Nevers Nièvre devient le premier club de l'histoire européenne et française à se qualifier trois années de suite en finale de la Coupe Nancy-Evans sans connaître la victoire finale (2000-2002). L'édition 2000-2001 devient même historique : Montpellier-Nevers pour la finale 100% française de l'histoire. Montpellier rajoute une deuxième Coupe Nancy-Evans à son palmarès dès 2003, suivi de Levallois la saison suivante qui prend enfin sa revanche sur Dusseldorf après les échecs de 1987 et 1991 en finale contre les Allemands. En 2008, c'est au tour de la Vaillante Angers de remporter la nouvelle nommée Coupe ETTU.
Les années 2010 maintiennent le cap malgré une concurrence de plus en plus forte en Europe. En Ligue des Champions, l'ASTT Chartres est à cinq tout petits points d'arracher le titre suprême aux Russes d'Orenbourg en 2013. L'AS Pontoise-Cergy ne se laisse pas avoir et remporte les Ligues des Champions de 2014 (pour 2 sets) et 2016 (un set) contre les Russes en finale 2014 et en les éliminant en 2016 en demi-finale avant de battre les Suédois d'Eslov en finale.
En Coupe ETTU, Chartres-Levallois en 2011 et la finale La Romagne-Angers de 2017 qui devient la première finale européenne 100% départementale de l'histoire du sport français, rejoignent Montpellier-Nevers dans les confrontations français pour un titre européen. Levallois termine son histoire européenne sur une finale perdue en 2011 tandis que Chartres (vainqueur en 2011 et défaite en 2018), La Romagne (2017), Hennebont (2019), Pontoise (2021) ouvrent leurs compteurs Coupe ETTU tandis que Angers perd les finales 2012 et 2017.
À noter la présence exponentielle des clubs français (cités en amont comme d'autre club non-cités) en demi-finales des deux coupes d'Europe. La saison 2011-2012 est un moment historique dans la percée des clubs français dans la mesure où plusieurs premières sont établies. Huit clubs se qualifient pour les quarts des Coupe d'Europe, dont trois en Ligue des Champions et 4 clubs masculins en ETTU Cup. Puis ils seront encore cinq en demi-finales. Seul Angers atteint la finale en ETTU Cup pour la deuxième fois de son histoire, battu comme La Romagne et Hennebont par Dusseldorf.

### Dames
Chez les femmes, il faut attendre 1993 et l'arrivée de Montpellier au sommet du tennis de table français pour voir un club atteindre une finale de Coupe d'Europe en Nancy-Evans. Malgré cette première, les performances ne suivent pas. Il faut attendre la fin des années 2000 pour voir les clubs féminins atteindre de nouveau le dernier carré. A noter le cas de Mondeville qui est coupé dans son élan par un accident de la route qui provoque la fin de carrière de sa meilleure joueuse.
Le CP Lys de 2016 à l'honneur de devenir la première équipe féminin de l'histoire a remporter une Coupe d'Europe deux ans après une première tentative et 23 ans après la première apparition de Montpellier en finale. Agnès Le Lannic réussit l'exploit rarissime de voir une finale d'un club français 21 ans plus tard. Elle participe à la stabilité du club durant cette décennie. Les nordistes (une victoire en trois finales), Metz (une victoire sur deux finales) et Saint-Denis (1 titre) composent cette émergence féminine sur la scène européenne. À noter la performance des Dyonisiennes qui remportent la compétition avec une équipe de 18 ans de moyenne d'âge. L'ALCL Grand-Quevilly atteint sa première finale de la Coupe d'Europe ETTU en 2022 quinze après son titre national.